# Oratoire Notre-Dame-de-la-Délivrance de Fontainebleau
L'oratoire Notre-Dame-de-la-Délivrance ou Notre-Dame-de-Paris, aussi dit de la Petite-Bonne-Vierge ou de la Petite-Bonne-Dame et parfois désigné comme chapelle, est une niche catholique située dans la forêt de Fontainebleau, en France.

## Situation et accès
Le monument est situé sur la route des Ligueurs, près du carrefour de Paris où sept autres routes forestières se croisent avec la route départementale 607, au centre-nord-ouest de la forêt de Fontainebleau et du territoire communal de Fontainebleau. Plus largement, il se trouve dans le département de Seine-et-Marne, en région Île-de-France.

## Histoire
D'après le sylvain Charles Colinet, la fondation de l'oratoire aurait été motivée par une histoire similaire à celle du cavalier d'Auberon, qui, renversé sur son cheval dans la descente de la croix d'Augas, survit à son accident grâce à un « miracle », auquel la chapelle Notre-Dame-de-Bon-Secours rend hommage. Mentionné pour la première fois dans l'ouvrage d'Antoine-Laurent Castellan sur Fontainebleau publié en 1840, le petit monument devient à la fin du siècle « l'objet d'une vénération populaire » croissante. La niche est alors régulièrement entretenue par « des mains pieuses » qui remplacent les couronnes déteriorées,. Colinet témoigne ainsi : « Il m'est arrivé, bien des fois, de voir de braves femmes, revenant avec leurs fagots, s'arrêter simplement au pied de l'arbre consacré et faire une courte prière ; mais quelle ne fut pas ma surprise, le 20 janvier 1895, de trouver, entre deux couronnes, un petit papier contenant ces mots : “Notre-Dame de Délivrance, faites que je trouve du travail” avec l'adresse et le nom du garçon boulanger qui, en passant, avait imploré Marie ». Contrairement à ce qu'affirme Colinet cependant, la niche subit des vandalismes, ce qui pourrait expliquer qu'elle ait été « replacée par Dubot le 27 juillet 1821 » puis « par Tholimet aîné le 16 août 1863 » comme l'indiquent les écriteaux qui lui ont été joints, suggérant une origine plus ancienne,. D'après un « vieux de la ville », c'est vers 1852 ou 1853 que le dénommé Dubot (un cordonnier tenant un magasin de chaussures dans la rue Grande, à droite de l'hôtel de ville) aurait accompli un vœu en remplaçant, par ses soins et à ses frais, la niche vandalisée lors de la révolution de 1848.
En février 1919, la niche est trouvée gisante avec quelques couronnes, une chute attribuée à des vandales. Le 29 mai de la même année, jour de l'Ascension, l'épouse de Charles Colinet qui continue l'œuvre des sylvains, replace le petit monument sur l'arbre, également par ses soins et à ses frais ; elle y insère l'inscription des deux prédécents replacements suivis par le sien.
Par ailleurs, dans la première moitié du XXe siècle, des cicérones (guides touristiques) parisiens pour Anglais inventent la légende fantaisiste suivante :

« Il y a quelques années (1919, croyons-nous), sept jeunes filles anglaises en excursion dans la forêt de Fontainebleau, surprises par un orage, se mirent à l'abri sous cet arbre. Un coup de foudre survint qui tomba sur l'arbre et tua les sept jeunes filles. C'est en leur mémoire que sont placées les couronnes. »

D'autres excusionnistes (pour certains des agences Thomas Cook) pour les Anglais, passant en autocar à la fin des années 1920, mentionnent un « groupe de quatre jeunes filles anglaises ayant trouvé la mort en cet endroit dans un terrible » et, d'après L'Abeille de Fontainebleau, « frissonnent d'horreur à cet épouvantable récit ».
L'oratoire est brisé lors d'une tempête de neige, le 2 février 1941. Début automne, la Société des amis de la forêt de Fontainebleau étudie un projet permettant de le « rétablir dans son intégrité, tout en l'améliorant », prévoyant une inauguration dans les derniers jours d'octobre. La cérémonie d'inauguration de la niche replacée a ainsi lieu le 12 octobre, à 17 heures aux côtés d'une assistance nombreuse,. Le monument renferme ainsi l'ancienne statuette et la nouvelle de remplacement offerte par la Société, avec l'abri peint à ses couleurs — vert et jaune. Plusieurs discours sont prononcés avec des prières et la cérémonie est conclue avec le chant d'un cantique à la Vierge ; cet événement-« pélerinage » marque par ailleurs la reprise des activités des Amis de la forêt de Fontainebleau durant l'Occupation.

## Structure
Accroché en hauteur à un hêtre, le monument consiste en un « rustique abri de bois » qui abrite une petite statue de la Vierge Marie. Elle a, par le passé, été accompagnée de deux écriteaux cloutés à l'arbre : « Notre-Dame de la Délivrance, replacée par Dubot le 27 juillet 1821 » et « Notre-Dame de la Délivrance, replacée par Tholimet aîné le 16 août 1863 ». En 1919, on y note des cierges en bois à côté et de multiples couronnes.